# Türbe

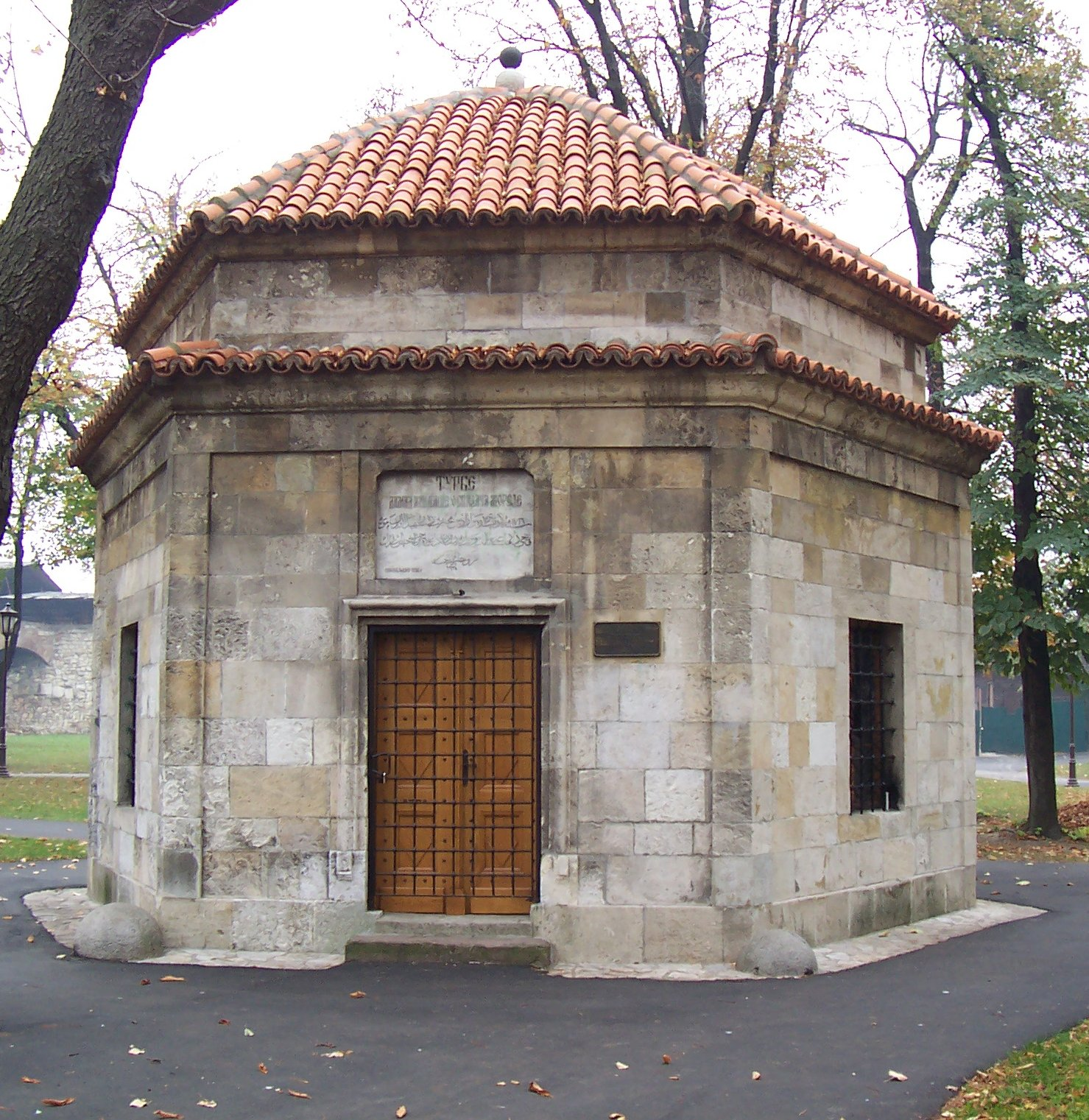
Zeshoekige türbe van Damad Ali Paşa te Belgrado.

Türbe is het Turkse woord voor tombe, dat buiten Turkije de betekenis van een Ottomaans mausoleum heeft gekregen.
Türbes zijn meestal kleine, vaak zes- of achthoekige gebouwtjes waarin zich één of meerdere graven bevinden. Alleen sultans, heiligen en een enkele pasja's hadden het voorrecht in een türbe te mogen worden begraven. Sommige türbes zijn tegenwoordig nog het doel van pelgrims die de doden de laatste eer komen bewijzen.
Een bekende türbe is de Yeşil Türbe (groene türbe) van sultan Mehmet I te Bursa. Het gebouwtje is aan de buitenkant bekleed met groenblauwe İznik-tegels, waar het zijn naam aan te danken heeft.